# Никольская часовня (Ницца)
Часо́вня во имя святи́теля Никола́я Чудотво́рца (фр. La chapelle orthodoxe russe Saint-Nicolas) — часовня в Ницце, расположенная на Русском кладбище Кокад. С момента строительства в 1867 году, часовня находилась в ведении Русской православной церкви. С 1923 года храм был передан в аренду на 99 лет Русской православной культовой ассоциации, пребывающей c 1931 года в церковной юрисдикции Архиепископии западноевропейских приходов русской традиции (Константинопольский патриархат), но перешедшей в 2019 году Западно-Европейскую архиепископию Румынской православной церкви

## История
Часовня в неоклассическом стиле, занимающая центральное место на главной аллее кладбища Кокад, построена в 1867 году на пожертвование Анны Михайловны Толстой (урождённой Хилковой, в первом браке — Щербатовой), в память о её скончавшемся в Ницце супруге А. Н. Толстом.
В 1923 году здание расширено за счет пристройки алтаря, упирающегося в уступ холма, что позволило отправлять панихиды внутри Никольской часовни.
За часовней расположен Оссуарий (ко́стница), в котором с 1926 по 1946 год складывали кости из захоронений, срок концессий (срочных договоров на пользование кладбищенским местом) которых истек.

## Архитектура, убранство
Иконостас Никольской часовни — вклад семьи Дервиз — был исполнен Д. И. Гриммом для домовой церкви виллы «Вальроз» в Ницце.
В интерьере установлена памятная доска с именами офицеров Русской императорской армии, почивших в Ницце и её окрестностях с 1921 по 1954 годы.

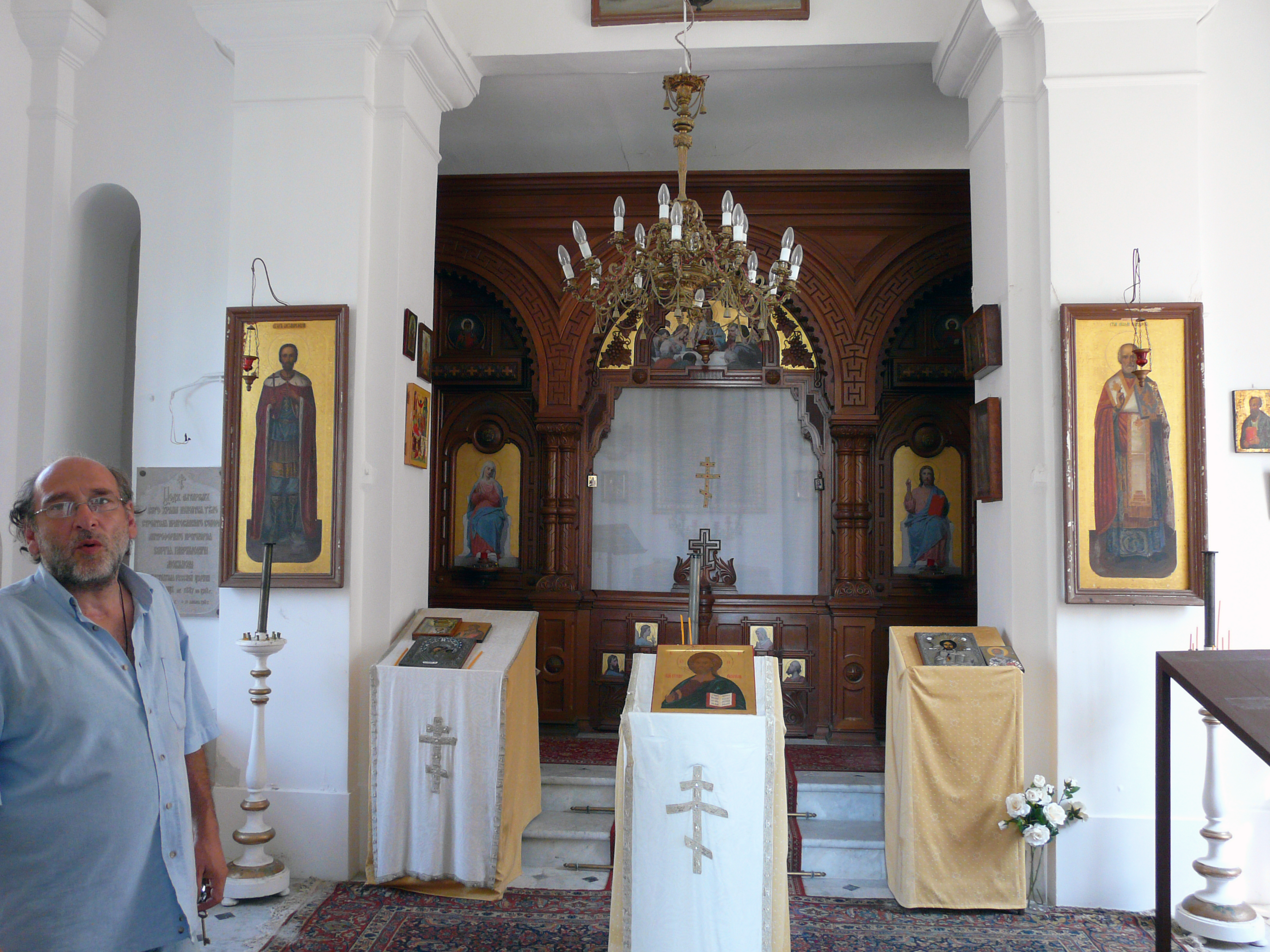
Никольская часовня на русском кладбище Кокад (Ницца)

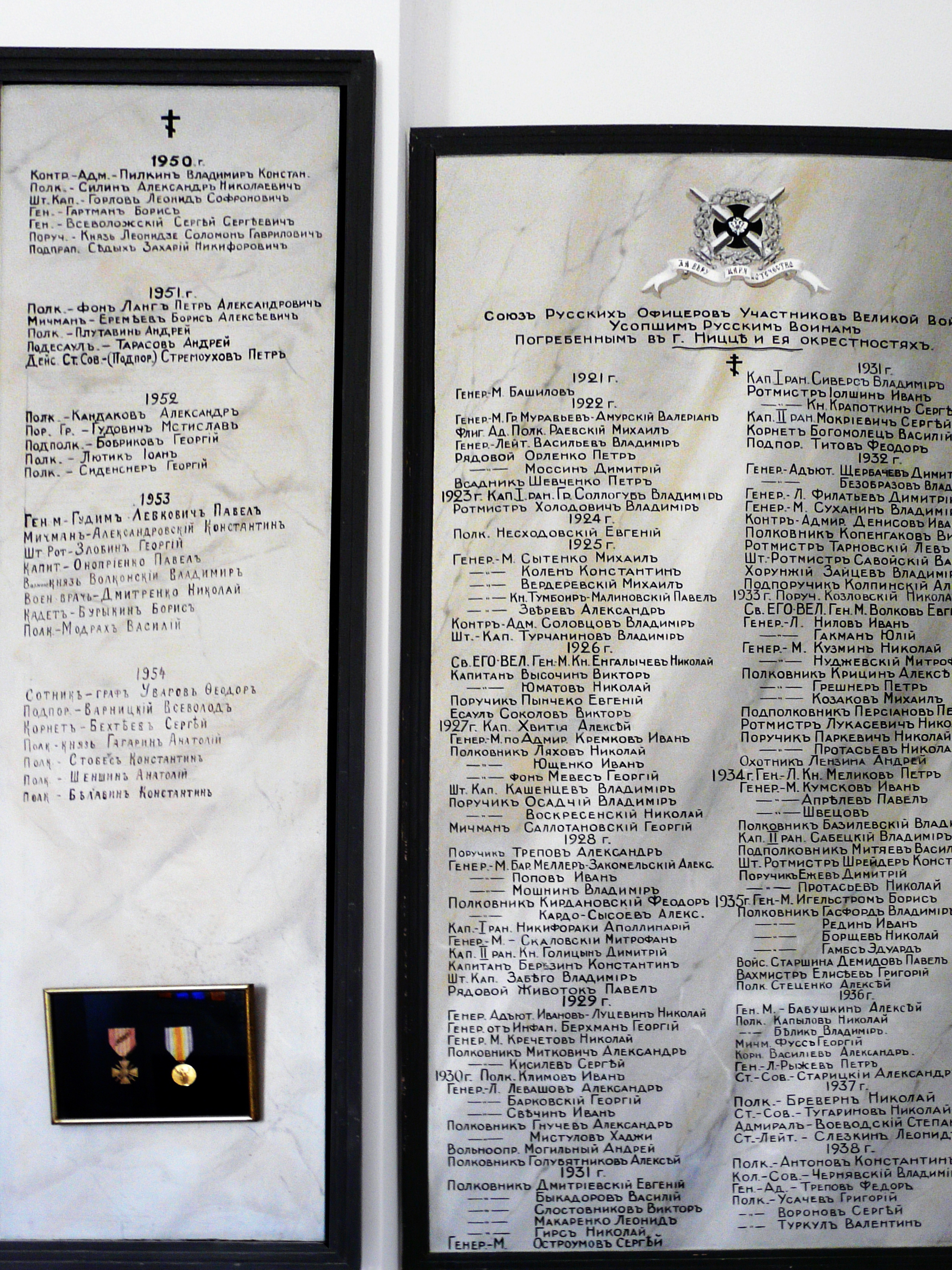
Памятная доска с именами офицеров в Никольской церкви (Ницца)